# Jean-Louis Trévisse
Jean-Louis Trévisse, pseudonyme de Jean-Louis Schmitt, est un peintre et sculpteur français, né le 27 juillet 1949 à Moyeuvre-Grande (Moselle) et mort le 12 décembre 1998 à Briey (Meurthe-et-Moselle).

## Biographie

### Formation
Jean-Louis Trévisse est issu d'une famille de maîtres-verriers répertoriée depuis le XVIe siècle, les Schmid,, originaires de Suisse. Aîné d'une fratrie de quatre enfants, il initia son frère cadet à l'art.
Très tôt distingué à l'école communale par la qualité de ses dessins, « les instituteurs remarquent les dispositions du jeune élève pour le dessin et ses travaux sont régulièrement affichés en salle de classe ».
Il réalise en 1962 son premier autoportrait qui attire l'attention de certains enseignants de l'école des arts appliqués de Metz où il va être admis en 1965.
En 1969, il obtient le diplôme national des Beaux-Arts à Strasbourg avec une mention spéciale pour ses aquarelles. « Il appartenait à cette génération, cette école messine si riche des Bizeul, Guermann  [Qui ?] avait pour maître M. Fouquet ». Il fut aussi l'élève du conservateur Gérald Collot, spécialiste en histoire de l'art.

### Peintre et sculpteur
Enseignant d'arts plastiques au collège de l'Assomption à Briey, Jean-Louis Trévisse réalise au cours des années 1970 une série de dessins à l'encre de Chine sur des corps féminins éventrés, c'est sa période  dite du « traumatisme fœtal ». Durant cette même époque, il rencontre  un autre peintre originaire de Moyeuvre, Armand Scholtès qui vit depuis 1986 à Nice. Dans une lettre adressée en 1998 au frère de Jean-Louis après sa mort, Armand Scholtès livre un témoignage sur cette période où ils ont vécu à Moyeuvre : « au cours de mes promenades dans ce pays où j'habite et j'apprécie, Jean-Louis était souvent à mes côtés. Nous avons eu de profondes discussions, des sorties et des plaisirs bien à nous et nous étions près l'un de l'autre parce que issus du même pays, de la même condition sociale ». En 1972, Jean-Louis Trévisse (encore  sous  son nom d'État-Civil Schmitt),  a exposé à La Maison de la Culture de Metz (MCL Metz) à la 1re biennale des Jeunes peintres.
Trévisse s'adonnera également à la sculpture et à la technique du lavis. Il pratique aussi l'acrylique avec de grandes toiles (période des acryliques « à feu et à sang »).
Il expose à la bibliothèque-médiathèque de Metz le 2 octobre 1982. Un film a été réalisé par le service vidéo de la médiathèque le présentant dans son atelier avec ses œuvres,,. Ce même film a été répertorié et analysé  dans les archives audiovisuelles  du poète, romancier et  critique d'art Michel Ragon. Une page contenant « Jean-Louis Trévisse » figure également dans le livre Épreuves du temps : 200 ans de la bibliothèque de Metz (1804-2004) de Pierre Louis, 2004, 319 p..

### La période parisienne (1983-1990)
Durant cette période de grande créativité, Jean-Louis Trévisse élabore un style abstrait dans la continuité de la peinture française des années 1945 à 1956 du courant dit de l'« Envolée lyrique ». « En peignant, il voulait retrouver la pureté originelle ».
Il expose dans des galeries parisiennes et ailleurs (galerie Camion et Espace Amescor) et participe à des expositions collectives (Vitry-sur-Seine, galerie Catany à Annecy, galerie Bercovy-Fugier…).
Selon la critique d'art Laura Cossutta : « La peinture de J.L. Trévisse est une parabole vivante … qui révèle une richesse explosive de tensions vitales, cachées sous l'enveloppe de la matière … les dissonances chromatiques inquiétantes et corrosives traduisent de manière douloureuse l'expérience du vécu et l'angoisse qui étreint l'homme contemporain … », « un univers violent fracassant, explosif même où se devine toujours en filigrane l'attachement voire l'admiration pour Antonin Artaud ».
De même le magazine Kanal consacré aux arts contemporains et aux singularités diverses dirigé par Michel Giroud rend compte du travail de Trévisse en ces termes : « Les dessins et les peintures de Trévisse, par delà les résonances de Klee et des Cobra sont la parole  et l'écriture (les cris silencieux) d'un poète qui parle selon son ou ses âmes à l'ombre tutélaire d'Antonin Artaud (il y a deux tableaux avec le portrait d'Artaud) et de Van Gogh. Splendides giclées colorées alliées à la finesse  du graphisme, avec en arrière-fond ou en surimpression les hachures d'un portrait, comme si le peintre voulait réunir  l'image et sa pulvérisation, le créateur et sa créature, le batteur inspiré et le tamtam des couleurs libres ».

### Retour en Lorraine (1991-1998)
Jean-Louis Trévisse poursuit ses recherches sur de petits formats au lavis.
Jean-Louis Trévisse meurt des suites d'une longue maladie le 12 décembre 1998 à Briey, ne cessant jusqu'aux derniers jours de sa vie d'explorer l'être intérieur comme un sismographe.